# Снимаю шляпу
«Снимаю шляпу» (англ. Hats Off) — документальный фильм режиссёра Джилл Джонстон 2008 года, посвящённый американской актрисе и модели Мими Уэдделл. 
Фильм является вторым в серии из трёх фильмов Джонстон, показывающих жизнь престарелых женщин, всё еще активно занимающихся творческой жизнью.

## О фильме
Мими Уэдделл в возрасте 93-х лет всё ещё наслаждается успешной карьерой в Нью-Йорке. Фильм сосредоточен на повседневной жизни актрисы.
Он был снят в течение десяти лет режиссёром, номинанткой премии Гильдии режиссёров Америки Джилл Джонстон, подругой детства дочери Мими Сары Диллон. В нём представлены интервью с членами семьи, агентами по кастингу и другими актёрами, все из которых проливают свет на то, что они считают бесконечной энергией и преданностью Мими своему ремеслу. В фильме такие показана карьера Мими начиная с её дебютной роли в культовом классическом фильме «Смерть Дракулы» и заканчивая недавней  рекламой для Juicy Couture.

## Релиз
Фильм был представлен в 2008 году на кинофестивале «Теллурайд» в Колорадо, международном кинофестивале в Палм-Спрингс, на кинофестивале Biografilm в Италии. В 2009 году фильм был показан на шведском телевидении.

## Отзывы критиков
Фильм получил смешанные отзывы критиков. На сайте-агрегаторе Metacritic он имеет среднюю оценку 58 из 100 возможных. На Rotten Tomatoes фильм получил рейтинг «свежести» в 43 % на основе 14-ти рецензий критиков.